# Béard-Géovreissiat
Béard-Géovreissiat település Franciaországban, Ain megyében. Lakosainak száma 1048 fő (2022. január 1.). Béard-Géovreissiat Brion, Izernore, Montréal-la-Cluse és Nurieux-Volognat községekkel határos.

## Népesség
A település népességének változása:
| Lakosok száma | 238  | 323  | 455  | 865  | 999  | 1026 | 1051 | 1053 | 1044 | 1048 |
|               | 1968 | 1982 | 1990 | 2006 | 2013 | 2015 | 2017 | 2019 | 2020 | 2022 |